# Casignana
Casignana é uma comuna italiana da região da Calábria, província de Reggio Calabria, com cerca de 775 habitantes. Estende-se por uma área de 24 km², tendo uma densidade populacional de 32 hab/km². Faz fronteira com Bianco, Bovalino, Caraffa del Bianco, San Luca, Sant'Agata del Bianco.

## Demografia
| Variação demográfica do município entre 1861 e 2011                               |
|                                                                                   |
| Fonte: Istituto Nazionale di Statistica (ISTAT) - Elaboração gráfica da Wikipedia |